# Сан Пјетро Авелана
Сан Пјетро Авелана (итал. San Pietro Avellana) је насеље у Италији у округу Изернија, региону Молизе.
Према процени из 2011. у насељу је живело 488 становника. Насеље се налази на надморској висини од 968 м.

## Становништво
| 1931. | 1936. | 1951. | 1961. | 1971. | 1981. | 1991. | 2001. | 2011. |
| ----- | ----- | ----- | ----- | ----- | ----- | ----- | ----- | ----- |
| 1.939 | 2.065 | 1.688 | 1.503 | 998   | 791   | 726   | 662   | 537   |